# Raimond-Bérenger V de Provence
Pour les articles homonymes, voir Raimond et Bérenger.
Raimond-Bérenger V de Provence (en catalan : Ramon Berenguer, en provençal Ramon-Berenguier), parfois désigné comme « Raimond-Béranger IV », né vers 1198 et mort le 19 août 1245 à Aix-en-Provence, est comte de Provence et comte de Forcalquier de 1209 à sa mort.
Il est le père de Marguerite de Provence, épouse du roi de France Louis IX à partir de 1234.

## Problème de la numérotation
Lors de la minorité de Raimond-Bérenger II de Provence (1136-1166), la régence a été exercée par Raimond-Bérenger IV de Barcelone (1113-1162), souvent désigné comme Raimond-Bérenger IV de Provence. 
Il en résulte que le vrai comte Raimond-Bérenger IV de Provence est généralement nommé Raimond-Bérenger V de Provence.

## Biographie

### Jeunesse
Raimond-Bérenger est le fils unique d'Alphonse II (v. 1180-1209), comte de Provence (1195-1209), et de Garsende ou Gersende, comtesse de Forcalquier, issue de la maison de Sabran, mariés en 1191. Sa date de naissance est inconnue, les années 1196, plus régulièrement 1198, parfois 1199 et 1200, sont données. Il faut attendre l'année 1209 pour avoir la première mention de son nom.
En février 1209, alors que Raimond-Bérenger a environ douze ans, son père meurt à Palerme. Son oncle, le roi Pierre II d'Aragon assure sa tutelle. L'éducation du jeune prince est confiée à Guillaume de Montredon (es), maître de province de l'ordre du Temple et Raymond de Penafort, fameux théologien du XIIIe siècle. Sanche de Roussillon (d'Aragon) obtient le contrôle de la Provence.
Sa mère Garsende lui cède le comté de Forcalquier le 30 novembre 1209, permettant la réunion de ces deux comtés rivaux depuis un siècle.
Après la mort de Pierre II d'Aragon à la bataille de Muret, Sanche, oncle de Pierre II, prend en charge la régence d'Aragon et laisse celle de Provence à son fils Nuno. Des dissensions éclatent au sein des Catalans de Provence, entre les partisans de la comtesse Garsende de Forcalquier et ceux de Nuno, qui semblent vouloir évincer le jeune comte. La noblesse provençale en profite pour s'agiter. Elle prend finalement le parti de Garsende de Forcalquier, évince Nuno, place Raimond-Bérenger IV de Provence sous la tutelle de sa mère et crée un conseil de régence.
La Provence fait l'objet d'une politique particulière de la part des comtes de Savoie, implantés dans les Alpes Nord. Ainsi, le comte Thomas Ier donne sa fille Béatrice en mariage en juin 1219,,. Elle a déjà 20 ans tandis que Raimond-Bérenger termine sa quatorzième année. Avec le même objectif, en 1244, le comte Amédée IV de Savoie, devenu comte, épousera en secondes noces Cécile des Baux. Béatrice de Savoie se rend à la cour de Provence l'année suivant la signature du contrat de mariage.

### Comte de Provence
Les armes d'Or aux pals de gueules du Comté de Barcelone, étaient devenues les armoiries de la Provence après le mariage entre Douce de Provence et Raimond-Bérenger III, comte de Barcelone le 3 février 1112. Ces mêmes armoiries devinrent celle de la Couronne d'Aragon lorsque Pétronille d'Aragon épousa le comte de Barcelone en 1144. Cela resta exactement les mêmes armes durant trois siècles, jusqu'en 1423.
En effet Alphonse V d'Aragon avaient alors des vues sur Naples mais elles n'aboutirent pas, laissant Naples à son rival Louis d'Anjou, puis à René d'Anjou comte de Provence. Pour se venger de ce dernier, il attaqua et mit à sac durant trois jours la ville de Marseille du 20 au 23 novembre 1423. Mais au cours de ces terrible combats les Provençaux et les Catalans-aragonais avaient tous le même drapeau provençal d'Or et Gueule, ce qui fit qu'il était difficile de reconnaître les siens. Furieux, le roi d'Aragon s'empara de la chaine qui fermait le port de la ville de Marseille et rentra chez lui où immédiatement il fit changer la disposition des pals de gueules (rouges) et les fit mettre horizontaux où ils se trouvent toujours depuis lors, ce que nous pouvons constater encore aujourd'hui sur le drapeau catalan. La chaîne du port de Marseille se trouve encore aujourd'hui dans la cathédrale de Valence en Espagne.
Raimond-Bérenger IV de Provence parvient à se débarrasser de son rival le comte de Toulouse, également marquis de Provence, dont la famille a toujours eu l'ambition d'annexer la Provence. Pour cela, il n'hésite pas à soutenir la croisade albigeoise et soumet dans l'ordre les consulats d'Arles et de Marseille qui créaient des troubles dans le comté. Il conquit Avignon avec le roi de France Louis VIII en 1226.
Sous son règne, les « bayles (ou baillis) » redeviennent de véritables représentants du pouvoir comtal. Leur champ d'intervention est ainsi élargi.
En 1227, après la prise des tours du Puy et de la Foux, il obtient le contrôle Consulat de la ville de Grasse, nommant désormais un juge et un bayle et la mise en place des impôts. En 1229, il s'empare de la ville de Nice. Il échoue toutefois à prendre Marseille.
Il bâtit en 1231 la ville de Barcelonnette, ainsi nommée en l'honneur de ses origines catalanes, ainsi que l'église Saint-Jean-de-Malte, premier édifice gothique de Provence à Aix. Il la dote du statut de Consulat l'année suivante.
Il meurt le 19 août 1245, et est enseveli à Aix, auprès du tombeau de son père, dans l'église Saint-Jean-de-Malte d'Aix-en-Provence. Sa dernière fille, Béatrice hérite du comté.
Raimond-Bérenger IV est le dernier membre de la famille des comtes de Barcelone à avoir régné en Provence. Il laisse par testament, daté du 20 juin 1238, ses domaines à sa quatrième fille, Béatrice, la seule qui n'est pas encore mariée.

## Comte troubadour
Il reste de Raimond-Bérenger V (ou IV) deux tensons et deux coblas.

## Union et descendance

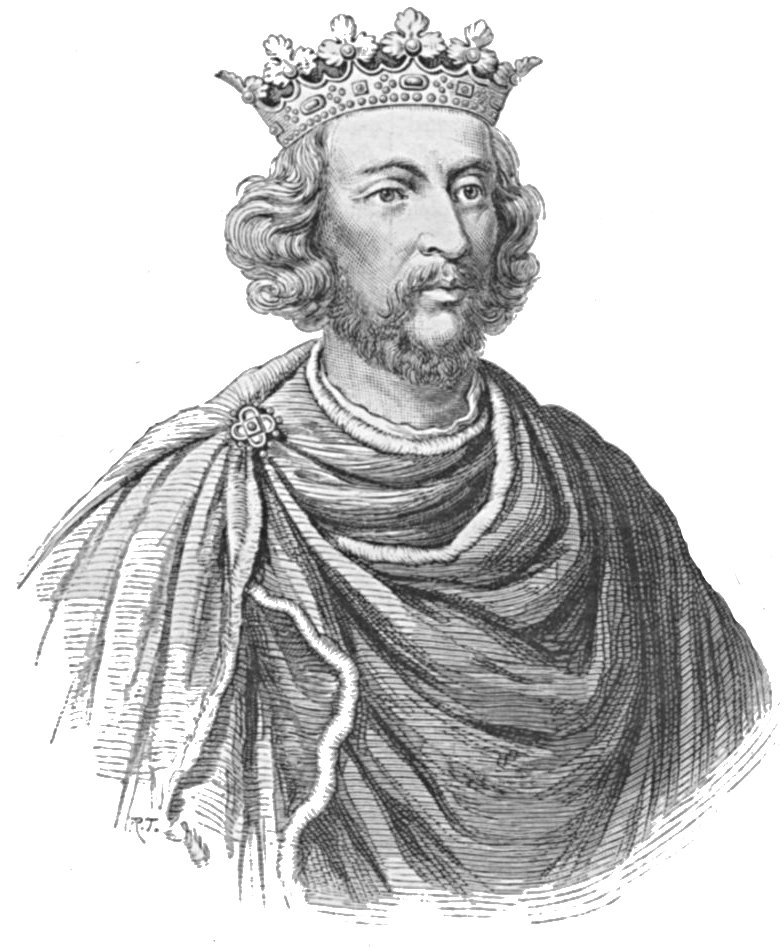
Un de ses gendres : Henri III d'Angleterre.

Le 5 juin 1219, Raimond-Bérenger IV de Provence épouse Béatrice de Savoie (1198-1267), fille de Thomas Ier (1177-1233), comte de Savoie (1189-1233), et de Marguerite de Genève (1180-1252 ou 1257). De cette union sont issues quatre filles,, :
- Marguerite (1221-1295), reine de France (1234-1270) par mariage en mai 1234 avec Louis IX (1214-1270), roi de France (1226-1270) ;

- Éléonore (v. 1223-1291), reine d'Angleterre (1236-1272) par mariage en 1236 avec Henri III (1207-1272), roi d'Angleterre (1216-1272) ;

- Sancie (v. 1225-1261), comtesse de Cornouailles (1243-1261) par mariage en 1243 avec Richard de Cornouailles (1209-1272), comte de Cornouailles (1227-1272) et roi des Romains (1257-1272) ;

- Béatrice (1229-1267), comtesse de Provence et de Forcalquier (1245-1267), mariée en 1246 avec Charles Ier d'Anjou (1227-1285), frère de Louis IX, comte d'Anjou et du Maine (1246-1285), roi de Sicile (1266-1282), puis roi de Naples (1282-1285), et comte de Provence et de Forcalquier (1246-1267) par mariage, mais qui continuera à porter les titres jusqu'à sa mort.

Par ces alliances entre les filles de Raimond-Bérenger IV, les rois de France Louis IX (Saint Louis) et de Sicile Charles Ier qui étaient déjà frères, deviennent beaux-frères l'un de l'autre, outre la parenté d'alliance du même degré avec le roi d'Angleterre Henri III et le futur roi des Romains Richard de Cornouailles, frère d'Henri III, ces deux derniers devenant aussi beaux-frères l'un de l'autre.
Marguerite et Béatrice deviennent belles-sœurs, tandis que la même parenté d'alliance se crée entre Éléonore et Sancie.
Blanche de Castille est la petite fille de Henri II et Aliénor d'Aquitaine donc une nièce de Jean Ier d'Angleterre.
| Raimond-Bérenger IV de Provence (v. 1198-1245) x 1220 Béatrice de Savoie († 1266) |                                                                           |                                                                            |                                                                            |
| sœurs et belles-sœurs                                                             |                                                                           |                                                                            |                                                                            |
| Marguerite de Provence (1221-1295) x 1234 Louis IX de France (1214-1270)          | Béatrice de Provence (1229-1267) x 1246 Charles Ier de Sicile (1227-1285) | Éléonore de Provence (1223-1291) x 1236 Henri III d'Angleterre (1207-1272) | Sancie de Provence († 1261) x 1243 Richard Ier du Saint-Empire (1209-1272) |
| frères et beaux-frères                                                            | frères et beaux-frères                                                    | frères et beaux-frères                                                     | frères et beaux-frères                                                     |
| Louis VIII de France (1187-1226) x 1200 Blanche de Castille (1188-1252)           | Louis VIII de France (1187-1226) x 1200 Blanche de Castille (1188-1252)   | Jean Ier d'Angleterre (1166-1216) x 1200 Isabelle d'Angoulême (1186-1246)  | Jean Ier d'Angleterre (1166-1216) x 1200 Isabelle d'Angoulême (1186-1246)  |